# 奥林匹克公园站 (北京市)
奥林匹克公园站是北京地铁8号线和15号线的一座换乘站，位于北京市朝阳区奥运村街道大屯路、景观大道交叉口奥林匹克公园。8号线车站开通时是作为服务于2008年北京奥运会的奥运支线的一座车站，曾经是第29届奥运会观众集散的主要车站。

## 位置
8号线车站位于大屯路南侧奥林匹克公园中轴广场地下，南北向布设。15号线车站在8号线下方，位于大屯路城市隧道下方，预留公交节点西侧，沿大屯路东西向布设。两线呈“L”形相交，通过通道换乘。

## 结构
8号线奥林匹克公园站是一座地下两层的车站，岛式站台设计，车站主体长为228.2米，宽24.9米。车站包含两部分，南半部分为地铁8号线停靠站台，北半部分是地铁与快速公交换乘的地下换乘站台（现在尚未开放）。乘客将可由地铁站台直接由通道到达公交站台换乘公交车。
15号线奥林匹克公园站是地下两层三跨结构，岛式站台设计，位于大屯路隧道下方的车站主体为暗挖法施工，车站总长205.5m，标准段宽度为23.3m。

### 车站楼层
| 地面层                | 街道                      | B-I出入口                        |
| 地下一层 8号线站厅层  | 站厅                      | 客务中心、自动售票机、进出站闸机 |
| 地下二层 8号线站台层  |                           | █ 8号线往朱辛庄（森林公园南门）  |
| 地下二层 8号线站台层  | 岛式站台，左側開门        |                                  |
| 地下二层 8号线站台层  | █ 8号线往瀛海（奥体中心） |                                  |
| 地下三层 15号线站厅层 | 站厅                      | 客务中心、自动售票机、进出站闸机 |
| 地下四层 15号线站台层 |                           | █ 15号线往清华东路西口（北沙滩） |
| 地下四层 15号线站台层 | 岛式站台，左側開门        |                                  |
| 地下四层 15号线站台层 | █ 15号线往俸伯（安立路）  |                                  |

### 站厅及换乘

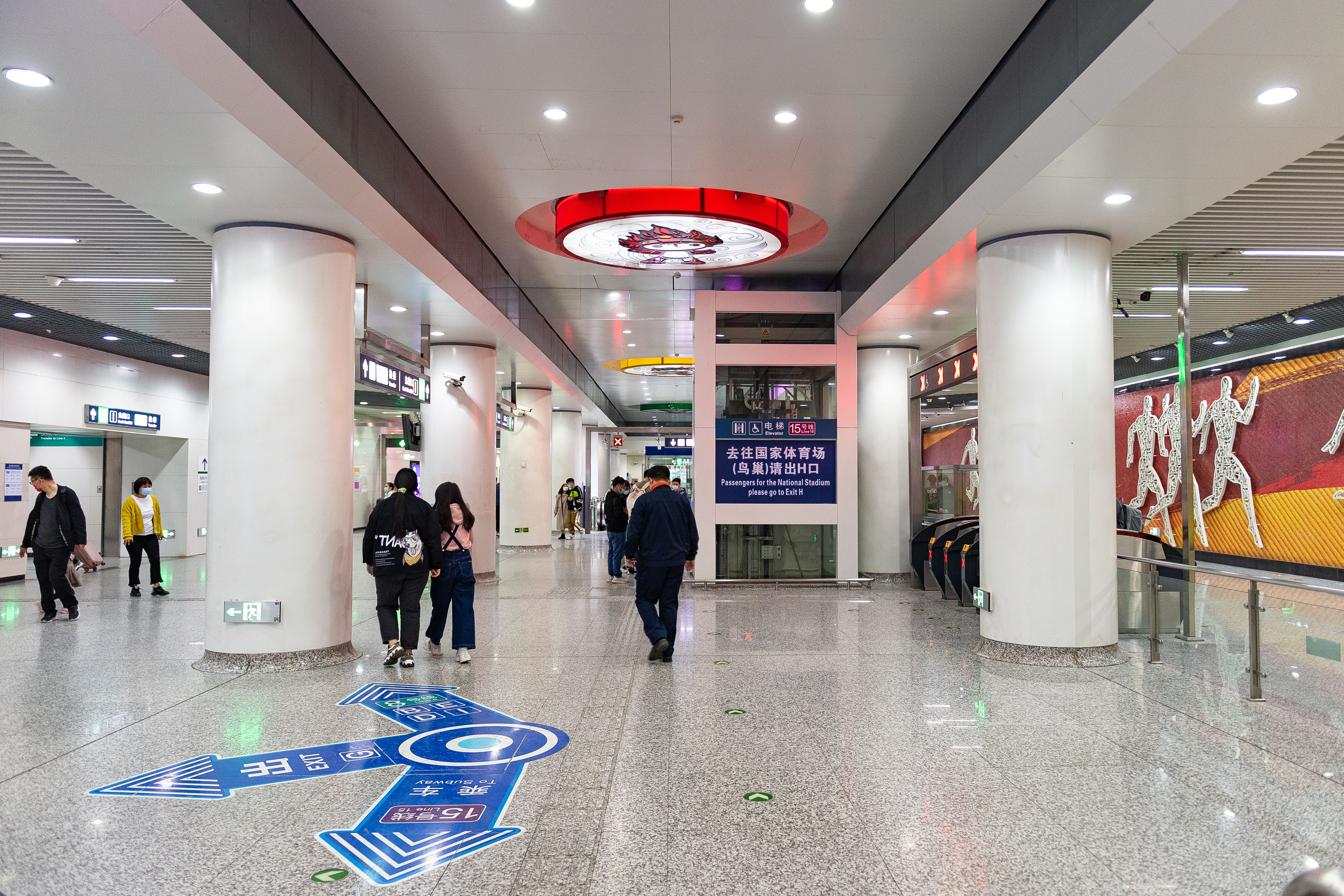
15号线站厅（2021年4月摄）

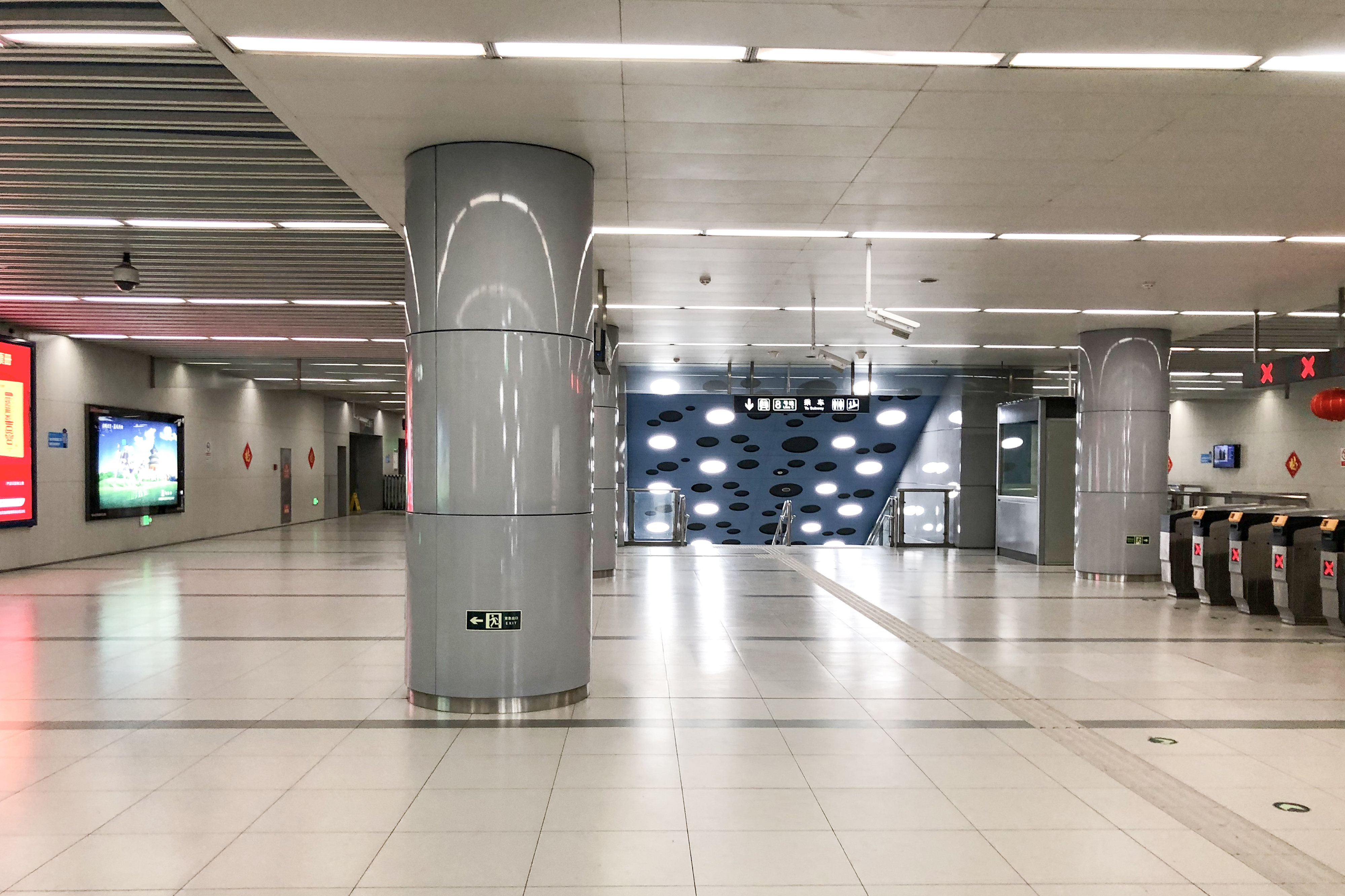
8号线站厅（2021年2月摄）

8号线奥林匹克公园站站厅位于车站地下一层，呈南北走向，站厅西北角设有通往换乘厅的通道，换乘厅通过楼梯及自动扶梯与地下三层相连，从南侧接入15号线站厅。15号线站厅位于车站地下三层，呈东西走向，南侧为换乘通道口，北侧设有运动员剪影艺术墙，站厅吸顶灯装饰有福娃图案。

### 站台
8号线站台位于奥林匹克公园中轴广场地底，为岛式站台，站台吊顶以蓝色金属材料和灯具模仿水的自然形状，与地面附近水立方遥相呼应。车站屏蔽门印满了各种海洋动物的图案，与站台装饰风格相呼应。车站站台内有饮水机，供乘客免费使用。15号线站台位于大屯路地底，亦是岛式站台。

## 出入口
8号线车站共有5个通向车站大堂的出入口，其中：东北口 (B)、东口 (C)、东南口 (D) 三个出入口与东侧“礼乐重门”地下广场连接，西北口 (A1)、西南口 (E) 两个出入口通向西侧的地下商业步行街（其中A1口在15号线开工后被改造为I口；C口因安检空间不足，处于长期封闭状态）。
8号线车站北侧另有未启用的部分，通向早期规划的站内快速公交站台，公交站台附近另设A2-A5出入口（地铁官网示意图也曾标注为N1、N2、S1、S2出入口，大屯路南北两侧各2个出入口），但因早期规划的大屯路快速公交实质上已被15号线取代，这四个出入口已基本无启用可能。
15号线车站设有3个出入口（F、G、H）。8号线与15号线的换乘厅内另有一个独立存在的I口（由8号线A1口改造）。
|                         |                    |                                                                        |      |            |
|                         |                    |                                                                        |      |            |
| 编号                    | 指示               | 建议前往的目的地                                                       | 照片 | 无障碍设施 |
| 连通 8号线站厅          |                    |                                                                        |      |            |
| 出口 · B                |                    | 七个院子、湖景西路、中国科学技术馆、国家动物博物馆                     |      | 不適用     |
| 出口 · D                |                    | 七个院子、中轴广场、国家体育场（鸟巢）、新奥购物中心、北京新奥工美大厦 |      | 不適用     |
| 出口 · E                |                    | 国家会议中心、國家體育館、天辰东路、中轴广场、北京新奥工美大厦         |      | 不適用     |
| 连通 15号线站厅         |                    |                                                                        |      |            |
| 出口 · F · 升降机标志   | 北辰西路、天辰西路 | 国家会议中心二期                                                       |      |            |
| 出口 · G                | 大屯路、天辰东路   |                                                                        |      | 不適用     |
| 出口 · H                | 天辰东路           | 国家体育场北路、北辰世纪中心、国家会议中心大酒店                       |      | 不適用     |
| 连通 8号线 15号线换乘厅 |                    |                                                                        |      |            |
| 出口 · I                |                    | 国家会议中心                                                           |      | 不適用     |
| 註： 設有               |                    |                                                                        |      |            |

## 历史
8号线奥林匹克公园站于2005年6月8日开工，主体结构于2006年9月8日封顶。2008年7月19日，8号线车站启用，但暂时只对前往奥运村的注册媒体人员、志愿者、运动员、教练员等开放；同年7月30日，因应2008年夏季奧林匹克運動會開幕式彩排，奥林匹克公园站对持有彩排门票的观众开放，此后在奥运会及残奥会期间，本站仍然只对持奥林匹克身份注册卡的人员和持当日门票的观众开放，2008年9月1日至2008年10月8日不对外运营，同年10月9日才正式对公众开放。
2009年，15号线规划方案获得批复，奥林匹克公园站被规划为15号线与8号线的换乘站。15号线奥林匹克公园站于2011年1月开工，2014年12月28日启用。2019年1月2日，为配合国家会议中心二期工程实施，本站F出入口封闭至另行通知时止，实际上是将位于地面的F出入口拆除，在地下一层的下沉广场重建一体化出入口。新建的F出入口于2025年4月26日启用。
2020年12月公布的北京地铁线路图显示，本站的英文名称由Olympic Green改为Olympic Park。2021年12月，本站屏蔽门上方的吊板将英文站名改为“Aolinpike Gongyuan (Olympic Park)”这一拼音与英译分行的标注。